# Thyrgis daguana
Thyrgis daguana är en fjärilsart som beskrevs av Erich Martin Hering 1930. Thyrgis daguana ingår i släktet Thyrgis och familjen björnspinnare. Inga underarter finns listade i Catalogue of Life.